# Angela Lichtenštejnská
Princezna Angela Lichtenštejnská (rozená Angela Gisela Brown, * 3. února 1958 Bocas Del Toro) je manželka lichtenštejnského prince Maxmiliána.

## Mládí a výchova
Princezna Angela se narodila v Bocas Del Toro v Panamě a byla dcerou Javiera Francesca Browna a Silvie Maritzy Brownové a je první ženou afroamerického původu, která se provdala do vládnoucí evropské dynastie. Společně mají syna, prince Alfonse (* 18. května 2001), který spadá do následnické linie.
Po dokončení střední školy v New Yorku studovala na Parsonově škole designu, kde také odmaturovala a obdržela cenu Oscara de la Renta. Tři roky pracovala jako stylistka a vytvořila vlastní kolekci pod názvem A. Brown. Do září roku 1999 pracovala jako návrhářka pro módní značku Adrienne Vittadini.

## Manželství
V roce 1999 oznámila lichtenštejnská knížecí rodina zasnoubení prince Maxmiliána s Angelou. Sňatek se konal 29. ledna 2000 v kostele sv. Vincence Ferrera v New Yorku. Sňatek byl velkou senzací, neboť Angela se stala první ženou afroamerického původu, která se provdala za člena panující evropské šlechtické rodiny. Mnoho lidí tento sňatek kvůli neobvyklosti podporovalo, a přestože byl některými členy dynastie komentován jako konec éry, byl nakonec rodinou přijat.
Společně s manželem má jednoho syna:
- Princ Alfons Constantin Maria Lichtenštejnský (* 18. května 2001, Londýn)

Angela se společně se svým synem účastní mnoha významných veřejných a společenských akcí.